# Душановац (Неготин)
Душановац је насеље у Србији у општини Неготин у Борском округу. Према попису из 2022. у насељу је било 548 становника (према попису из 2011. било је 782 становника, према попису из 2002. било је 882 становника, према попису из 1991. било је 2320 становника).

## Географске одлике
Душановац је ратарско сеоско насеље збијеног типа удаљено 9 километара северно од Неготина. Смештено је на просечно 90 метара надморске висине, на долинским странама Дупљанске реке, леве притоке Јасеничке реке. Северна географска ширина насеља је 44° 17’ 37”, источна географска дужина 22° 31’ 29”, а површина атара 2.015 хектара. До овог насеља се може стићи асфалтним путем идући од Неготина према Кладову.
Село је збијеног типа. У средини су куће размакнуте 15 до 20 метара а на искрајцима и до 50 метара. Подељено је на два краја, Горњи Крај (Ђал) и Доњи Крај (Ваље) у којима су куће разних родова. У североисточном делу атара је место Кусјак, где је пре Великог рата било главно пристаниште на Дунаву. Ту су били магацини београдских, пештанских и бечких трговаца и државно стовариште соли и петролеја. Гробље је на брежуљку Маталугу, јужно од села.

## Историја
По предању Душановац је основан на темељима старијег насеља, о чему сведоче археолошки налази пореклом из античког и средњовековног времена. О називу имена записана су два тумачења: по првом Турци су га називали Џањево, јер су у њему живеле лепе девојке ("џануме"), а по другом стари Душановац је засновао цар Душан на Ровинама, у близини данашњег насеља, где је његова жена царица Јелена подигла манастир Душицу, а тек касније назвала насеље Душановац. Када су Турци потучени у бици на Ровинама, насеље је остало пусто.
Као насељено место први пут је записано са својих 50 кућа у другој половини 18. века (1783. године) под називом Dschanievo. Почетком 19. века (1811) помиње се под именом Чаново, у исто време на Вангатеровој карти под именом Csanjeva и све до краја 19. века под називом Џањево. Указом владе Краљевине Србије (1890. године) насеље је добило данашњи назив.
Џањево је 1846. године имало 243; 1866 – 345, а 1924. године, као Душановац, 474 куће. У периоду од 1807. до 1810. године помиње се извор Tzaritza (Царичник) а на Вајнгартеновој карти црква Serecsia, која вероватно означава темеље манастира Душице. Ниједно од свих ових имена није забележено у аустријским картама са почетка 18. века, већ је на месту данашњег села на карти „Темишварски Банат” забележено место Kruschovitz, које више нигде није забележено, нити се помиње у предању. Како се и по предању село некада звало као и данас, могуће је да је у предању Душановац заменило име Крушевац. Ова би претпоставка могла бити и тачна, пошто садашње становништво међусобно говори „влашки“ и уопште не разликује довољно ова два српска имена, као што има сличних примера и у другим насељима.
Године 1870. месни учитељ био је Сава Марковић, пренумерант једне Вукове књиге.
Четвороразредна основна школа у насељу постоји од 1846. године. Школске 2006/2007. године имала је 40 ученика.
Земљорадничка задруга у Душановцу је основана 1947. године, електрификација насеља је урађена 1956. године, први Дом културе је завршен 1949, а други започет са градњом 1985. године. Асфалтни пут Душановац добија 1970, а телефонске везе са светом 1986. године.

## Породице
Подељено је на Горњи крај (Ђал) и Доњи крај (Ваље).
У њему су, након Првог светског рата, живеле следеће фамилије: Барбулешти (слава Петковица), Кикуљешти (слава Петковица), Јованешти (слава Петковица), Миљешти (слава Петковица), Лаудешешти (слава Петковица), Мокарићи (слава Петковица), Ђетулани (слава Петковица), Гикуљешти-Шчербуловићи (слава Петковица), Пистолешти (слава Петковица), Пусејеви-Теодосијевићи (слава Свети Никола), Фурњиге (слава Свети Никола), Колчићи (слава Свети Никола), Добрешти (слава Петковица), Чобашићи-Спасојевићи (слава Петковица), Грегулешти (слава Петковица), Јоргелешти (слава Петковица), Вулвешти (слава Петковица), Стојанешти (слава Свети Лазар), Благојешти (слава Петковица), Вулпешти (слава Петковица), Турчинешти (слава Свети Аранђел), Догарешти (слава Петковица), Дијамешти (слава Свети Аранђел), Стојковићи-Ђермешти-Драгалешти (слава Свети Никола), Поповићи (слава Петковица), Пађешти-Пицуарешти (слава Петковица), Цонешти (слава Петковица), Јордачевићи (слава Свети Никола), Кисероњи-Миросавићи (слава Свети Аранђел), Станковићи (слава Свети Ђорђе), Калдеровићи (слава Митровдан), Понешти (слава Петковица), Фирулешти (слава Свети Ђорђе), Благојевићи (слава Митровдан), Божароњи (слава Свети Никола) Ристићи (слава Митровдан), Џоаңте - Џонтиһ (слава Петковица).
Од времена пописа становништва које је сачинио Коста Јовановић, Ркулешти су се иселили у Михајловац, а више нема Шћербуловића, Дијамештија, Пицуарештија и Падештија.
Антропогеографским и етнолошким изучавањима Душановац је сврстан у влашка насеља.
Заветина Душановца је Спасовдан, док су два православна храма у насељу посвећена Успењу Пресвете Богоридице освећена 1908. и 2001. године.

## Религија
Становништво Душановца је православно, приликом пописа национално се изјашњава као српско и углавном се бави ратарством и сточарством.

## Демографија
Године 1921. Душановац је имало 474 кућа и 2.827 становника, 1948. године 581 кућу и 2.510 становника, а 2002. године 600 кућа и 916 становника.
На сталном и привременом раду из овог насеља је 980 становника.
Према последњем попису из 2022. године у Душановцу је живело 548 становника што је за 234 мање у односу на 2011. када је на попису било 782 становника. У насељу живи 507 пунолетних становника, а просечна старост становништва износи 58,53 година (57,64 код мушкараца и 59,33 код жена).
Према подацима пописа из 2022. у насељу има 256 домаћинства, а просечан број чланова по домаћинству је 2,10 а према истом попису у насељу има 1201 стамбених јединица од којих је 564 насељених.
Ово насеље је углавном насељено Србима (према попису из 2002. године).
|  |

| Демографија | Демографија | Демографија |
| Година      | Становника  | Становника  |
| ----------- | ----------- | ----------- |
| 1948.       | 2.510       |             |
| 1953.       | 2.515       |             |
| 1961.       | 2.476       |             |
| 1971.       | 2.408       |             |
| 1981.       | 2.512       |             |
| 1991.       | 2.320       | 1.410       |
| 2002.       | 882         | 2.098       |
| 2011.       | 782         |             |
| 2022.       | 548         |             |

| Етнички састав према попису из 2002.‍ | Етнички састав према попису из 2002.‍ | Етнички састав према попису из 2002.‍ | Етнички састав према попису из 2002.‍ | Етнички састав према попису из 2002.‍ |
| ------------------------------------ | ------------------------------------ | ------------------------------------ | ------------------------------------ | ------------------------------------ |
|                                      |                                      |                                      |                                      |                                      |
| Срби                                 | Срби                                 |                                      | 702                                  | 79,59%                               |
| Власи                                | Власи                                |                                      | 146                                  | 16,55%                               |
| Румуни                               | Румуни                               |                                      | 19                                   | 2,15%                                |
| Македонци                            | Македонци                            |                                      | 2                                    | 0,22%                                |
| Хрвати                               | Хрвати                               |                                      | 1                                    | 0,11%                                |
| Бугари                               | Бугари                               |                                      | 1                                    | 0,11%                                |
| непознато                            | непознато                            |                                      | 7                                    | 0,79%                                |

| Година пописа     | 1948. | 1953. | 1961. | 1971. | 1981. | 1991. | 2002. |
| ----------------- | ----- | ----- | ----- | ----- | ----- | ----- | ----- |
| Број домаћинстава | 581   | 572   | 567   | 538   | 525   | 479   | 365   |

| Број чланова      | 1   | 2   | 3  | 4  | 5  | 6  | 7 | 8 | 9 | 10 и више | Просек |
| ----------------- | --- | --- | -- | -- | -- | -- | - | - | - | --------- | ------ |
| Број домаћинстава | 113 | 127 | 46 | 44 | 18 | 12 | 3 | 1 | 1 | 0         | 2,41   |

| Пол    | Укупно | Неожењен/Неудата | Ожењен/Удата | Удовац/Удовица | Разведен/Разведена | Непознато |
| ------ | ------ | ---------------- | ------------ | -------------- | ------------------ | --------- |
| Мушки  | 354    | 40               | 259          | 42             | 12                 | 1         |
| Женски | 433    | 34               | 260          | 113            | 26                 | 0         |
| УКУПНО | 787    | 74               | 519          | 155            | 38                 | 1         |

| Пол    | Укупно                    | Пољопривреда, лов и шумарство | Рибарство                            | Вађење руде и камена | Прерађивачка индустрија       |
| ------ | ------------------------- | ----------------------------- | ------------------------------------ | -------------------- | ----------------------------- |
| Мушки  | 163                       | 103                           | 0                                    | 0                    | 21                            |
| Женски | 142                       | 121                           | 0                                    | 0                    | 4                             |
| УКУПНО | 305                       | 224                           | 0                                    | 0                    | 25                            |
| Пол    | Производња и снабдевање   | Грађевинарство                | Трговина                             | Хотели и ресторани   | Саобраћај, складиштење и везе |
| Мушки  | 4                         | 2                             | 5                                    | 1                    | 9                             |
| Женски | 0                         | 0                             | 5                                    | 1                    | 0                             |
| УКУПНО | 4                         | 2                             | 10                                   | 2                    | 9                             |
| Пол    | Финансијско посредовање   | Некретнине                    | Државна управа и одбрана             | Образовање           | Здравствени и социјални рад   |
| Мушки  | 0                         | 0                             | 4                                    | 1                    | 3                             |
| Женски | 0                         | 0                             | 1                                    | 3                    | 4                             |
| УКУПНО | 0                         | 0                             | 5                                    | 4                    | 7                             |
| Пол    | Остале услужне активности | Приватна домаћинства          | Екстериторијалне организације и тела | Непознато            | Непознато                     |
| Мушки  | 2                         | 0                             | 0                                    | 8                    | 8                             |
| Женски | 1                         | 0                             | 0                                    | 2                    | 2                             |
| УКУПНО | 3                         | 0                             | 0                                    | 10                   | 10                            |